# انتكاس
الانتكاس أو الانتكاسية في الطب الباطني هو تكرار حالة سابقة (عادة طبية). على سبيل المثال يُظهِر التصلب المتعدد والملاريا ذروات النشاط وأحيانًا فترات طويلة جدًا من الخمول، تليها الانتكاس أو الظهور مجددًا.
والانتكاس في الطب النفسي أو كما يُطلق عليه (إعادة سلوك البحث عن المخدرات)، هو تكرار تعاطي المخدرات المرضية وإيذاء النفس أو أعراض أخرى بعد فترة من الانتعاش. غالبا ما يلاحظ الانتكاس في الأفراد الذين طوّروا إدمان المخدرات أو شكل من أشكال الاعتماد على المخدرات، وكذلك الذين لديهم اضطراب عقلي.

## عوامل الخطر

### توفر مستقبلات الدوبامين D2
يلعب توفر مستقبلات الدوبامين D2 دورًا في الإدارة الذاتية والتأثيرات المعززة للكوكايين والمنشطات الأخرى. توفُّر مستقبلات الدوبامين له علاقة عكسية مع مدى تعرض التأثيرات المعززة للدواء. يصبح المستخدم مع محدودية مستقبلات الدوبامين أكثر عرضة للتأثيرات المعززة للكوكايين. لا يُعرف حاليًا إذا كان الاستعداد لانخفاض توافر مستقبلات الدوبامين ممكنًا؛ ومع ذلك تدعم معظم الدراسات فكرة أن التغيرات في توافر مستقبلات الدوبامين هي نتيجة وليست مقدمة لاستخدام الكوكايين. وقد لوحظ أيضًا أن مستقبلات الدوبامين قد تنخفض إلى المستوى الموجود قبل التعرض للمخدرات أثناء فترات طويلة من الامتناع، وهي حقيقة قد يكون لها آثار في علاج الانتكاس.

### التسلسل الهرمي الاجتماعي
تلعب العلاقات الاجتماعية مثل تشكيل التسلسلات الهرمية الاجتماعية دورًا أيضًا في التعرض لإدمان المخدرات. تشير الدراسات التي أجريت على الحيوانات إلى وجود فرق في توفّر مستقبلات الدوبامين بين الحيوانات المهيمنة والمرؤوسة داخل التسلسل الهرمي الاجتماعي، فضلاً عن وجود فرق في وظيفة الكوكايين لتعزيز الإدارة الذاتية في هذه المجموعات الحيوانية. تظهر الحيوانات المهيمنة اجتماعيًا توفرًا أعلى لمستقبلات الدوبامين وتفشل في الحفاظ على الإدارة الذاتية.

## المحفزات
يتأثر تناول المخدرات والانتكاس تأثّرًا كبيرًا بعدد من العوامل مثل الحركية الدوائية والجرعة والكيمياء العصبية للدواء نفسه بالإضافة إلى بيئة متعاطي المخدرات والتاريخ المتعلق بالمخدرات. عادة ما يكون البدء في العودة إلى تعاطي المخدرات بعد فترة من عدم الاستخدام أو الامتناع عن تعاطيها من خلال واحد أو مجموعة من المحفزات الرئيسية الثلاثة: الإجهاد وإعادة التعرض للمخدرات أو التحضير لها والإشارات البيئية. قد تؤدي هذه العوامل إلى إحداث استجابة كيميائية عصبية لدى متعاطي المخدرات تحاكي تأثير المخدرات وبالتالي تؤدي إلى إعادة التعاطي. وقد تؤدي هذه الإشارات إلى رغبة قوية أو نية لاستخدام المخدر، وهو شعور أطلق عليه أبراهام ويكلر في عام 1948 اسم "الشغف". يتأثر الميل إلى الرغبة الشديدة بشكل كبير بكل المحفزات الثلاثة للانتكاس وهو الآن علامة مقبولة على الاعتماد على المواد. يعد التوتر أحد أقوى المحفزات للعودة إلى تعاطي المخدرات لأن إشارات التوتر تحفز الرغبة الشديدة وسلوك البحث عن المخدرات أثناء الامتناع عن تعاطي المخدرات. إن الرغبة الشديدة الناجمة عن التوتر تنبئ أيضًا بالوقت الذي يمكن أن تنتكس فيه. وعلى نحو مماثل، يظهر الأفراد المدمنون قابلية متزايدة للتأثّر بالعوامل المسببة للتوتر مقارنة بغير المدمنين. تشمل أمثلة العوامل المسببة للتوتر التي قد تؤدي إلى إعادة التأهيل مشاعر الخوف أو الحزن أو الغضب أو عامل ضغط جسدي مثل صدمة القدم أو ارتفاع مستوى الصوت أو حدث اجتماعي. التحضير للمخدرات هو تعريض المستخدم الممتنع للمواد المسببة للإدمان، والتي من شأنها أن تؤدي إلى إعادة سلوك البحث عن المخدرات والتعاطي الذاتي للمخدرات. يمكن للمحفزات التي لها ارتباط مسبق بمخدر معين أو باستخدام هذا المخدر أن تؤدي إلى الرغبة الشديدة في تعاطيه أو عودتها. تتضمن هذه الإشارات أي عناصر أو أماكن أو أشخاص مرتبطين بالمخدرات.

## العلاج
علاج الانتكاس هو تسمية خاطئة لأن الانتكاس نفسه هو فشل العلاج؛ ومع ذلك توجد ثلاثة طرق رئيسية تستخدم حاليا لتقليل احتمالية الانتكاس. وتشمل هذه العلاج الدوائي والتقنيات السلوكية المعرفية وإدارة الطوارئ. الأهداف الرئيسة لعلاج الاعتماد على المواد ومنع الانتكاس هي تحديد الاحتياجات وقد جرت تلبية ذلك من قبلُ عن طريق استخدام الدواء وتطوير المهارات اللازمة لتلبية تلك الاحتياجات بطريقة بديلة.

### العلاج الدوائي
مقالة ذات صلة: إعادة تأهيل مدمني المخدرات
تُستخدم أدوية مختلفة لتثبيت حالة المستخدم المدمن وتقليل الاستخدام الأولي للمخدرات ومنع إعادة تعاطيها. يمكن للأدوية أن تعمل على تطبيع التغيرات طويلة الأمد التي تحدث في الدماغ والجهاز العصبي نتيجة لاستخدام المخدرات فترة طويلة. تعتبر هذه الطريقة من العلاج معقدة ومتعددة الأوجه لأن هدف الدماغ للرغبة في استخدام المخدر قد يكون مختلفًا عن الهدف الذي يحفزه المخدر نفسه. إن توفر مستقبلات الناقل العصبي المختلفة، مثل مستقبل الدوبامين والتغيرات في القشرة الجبهية الأمامية الوسطى هي أهداف بارزة للعلاج الدوائي لمنع الانتكاس لأنها مرتبطة ارتباطًا وثيقًا بالانتكاس الناجم عن المخدرات والانتكاس الناجم عن الإجهاد والانتكاس الناجم عن الإشارات. يمكن زيادة تنظيم استعادة المستقبلات عن طريق إعطاء مضادات المستقبلات، في حين أن العلاجات الدوائية للتكيفات العصبية في القشرة الجبهية الأمامية الوسطى لا تزال غير فعالة نسبيًا بسبب نقص المعرفة بهذه التكيفات على المستوى الجزيئي والخلوي.

### التقنيات السلوكية المعرفية
ترتكز الأساليب السلوكية المختلفة لعلاج الانتكاس على مسببات وعواقب تعاطي المخدرات والعودة إليها. تتضمن تقنيات العلاج السلوكي المعرفي التكييف البافلوفي والتكييف الإجرائي، والتي تتميز بالتعزيز الإيجابي والتعزيز السلبي، من أجل تغيير الإدراكات والأفكار والعواطف المرتبطة بسلوك تناول المخدرات. النهج الرئيسي للعلاج السلوكي المعرفي هو التعرض للإشارات، حيث يتعرض المستخدم الممتنع بشكل متكرر لأبرز المحفزات دون التعرض للمادة على أمل أن تفقد المادة تدريجيًا قدرتها على تحفيز سلوك البحث عن المخدرات. ومن المرجح أن يؤدي هذا النهج إلى تقليل شدة الانتكاس بدلاً من منع حدوثه تمامًا. هناك طريقة أخرى تعلم المدمنين آليات التكيف الأساسية لتجنب استخدام المخدرات غير المشروعة. من المهم معالجة أي عجز في مهارات التأقلم، وتحديد الاحتياجات التي من المرجح أن تؤدي إلى البحث عن المخدرات، وتطوير طريقة أخرى لتلبية هذه الاحتياجات.

#### الوقاية من الانتكاس
تحاول الوقاية من الانتكاس تقسيم العوامل التي تساهم في الانتكاس إلى فئتين عريضتين: العوامل المحددة المباشرة والعوامل السابقة الخفية. إن العوامل المحددة المباشرة هي المواقف البيئية والعاطفية المرتبطة بالانتكاس، بما في ذلك المواقف عالية الخطورة التي تهدد شعور الفرد بالسيطرة، واستراتيجيات التأقلم، وتوقعات النتائج. تشمل العوامل الخفية السابقة، وهي عوامل أقل وضوحًا تؤثر على الانتكاس، عوامل نمط الحياة مثل مستوى التوتر والتوازن، والرغبات والشغف. يعلم نموذج منع الانتكاس المدمنين كيفية توقع الانتكاس من خلال التعرف على العوامل المباشرة المختلفة والمسببات الخفية والتعامل معها. يظهر نموذج الوقاية من الانتكاس نجاحًا كبيرًا في علاج إدمان الكحول ولكن لم يثبت تفوقه على خيارات العلاج الأخرى. قد يكون الانتكاس أكثر احتمالا أيضا أن يحدث خلال أوقات معينة، مثل موسم العطلات عندما تكون مستويات التوتر أعلى عادة. لذا فإن التركيز على استراتيجيات منع الانتكاس خلال هذه الأوقات يعد أمرا مثاليا.

### إدارة الطوارئ
على النقيض من الأساليب السلوكية المذكورة أعلاه، فإن إدارة الطوارئ تركز على عواقب تعاطي المخدرات وليس على مسبباتها. يُعزّز سلوك المدمن بالمكافأة أو العقاب على أساس القدرة على البقاء ممتنعا. من الأمثلة الشائعة لإدارة الطوارئ نظام الرموز أو القسائم، إذ يُكافؤ الممتنعون عن ممارسة الجنس برموز أو قسائم يمكن استبدالها بعناصر بيع بالتجزئة مختلفة.

## نماذج حيوانية
هناك قيود أخلاقية واسعة النطاق في أبحاث إدمان المخدرات لأنه لا يُسمح للبشر بتناول المخدرات بأنفسهم لغرض الدراسة. ومع ذلك، يمكن تعلم الكثير عن الأدوية وعلم الأعصاب المتعلق بتناول الأدوية من خلال فحص الحيوانات المعملية. تُجرى معظم الدراسات على القوارض أو الرئيسيات غير البشرية، إذ تكون الأخيرة أكثر قابلية للمقارنة بالبشر في الحركية الدوائية وتشريح القشرة الجبهية والسلوك الاجتماعي ومتوسط العمر. تتضمن المزايا الأخرى لدراسة الانتكاس في الرئيسيات غير البشرية قدرة الحيوان على إعادة الإدارة الذاتية وتعلم السلوكيات المعقدة من أجل الحصول على الدواء. أظهرت الدراسات التي أجريت على الحيوانات أن انخفاض أعراض الانسحاب السلبية ليس ضروريًا للحفاظ على تناول المخدرات في الحيوانات المعملية؛ والمفتاح لهذه الدراسات هو التكييف الفعال والتعزيز.

### البروتوكولات

#### الإدارة الذاتية
لإعطاء الدواء المطلوب لنفسه، تُزرع قسطرة وريدية للحيوان ويُجلَس على كرسي رئيسي مزود برافعة استجابة. يُوضع الحيوان في غرفة جيدة التهوية ويُدرّب على جدول إعطاء الدواء لنفسه. في العديد من الدراسات، تبدأ مهمة الإدارة الذاتية بعرض ضوء تحفيزي (يقع بالقرب من لوحة الاستجابة) والذي قد يتغير لونه أو ينطفئ عند الانتهاء من المهمة الإجرائية. يجري تغيير في التحفيز البصري عن طريق حقن الدواء المعطى من خلال القسطرة المزروعة ويُحافظ على هذا الجدول حتى تتعلم الحيوانات المهمة.

#### الانقراض
يعتبر الانقراض في الرئيسيات غير البشرية مماثلاً، مع بعض القيود، للامتناع عن ممارسة الجنس في البشر. من أجل إخماد سلوك البحث عن المخدرات تُستبدل المخدرات بمحلول ملحي. عندما يقوم الحيوان بأداء المهمة التي دُرِّبَ على القيام بها فإنه لم يعد يُعزّز بحقنة من الدواء. يُزال أيضًا التحفيز البصري المرتبط بالمخدر وإكمال المهمة. تستمر جلسات الانقراض حتى يتوقف الحيوان عن سلوك البحث عن المخدرات عن طريق الضغط على الرافعة.

#### إعادة التعيين
بعد إخماد سلوك البحث عن المخدرات لدى الحيوان، يُقدّم له حافز لتشجيعه على إعادة نفس سلوك البحث عن المخدرات (أي الانتكاس). على سبيل المثال، إذا تلقى الحيوان حقنة من الدواء المعني، فمن المرجح أن يبدأ في العمل على المهمة الإجرائية التي عُزِّزَ من أجلها مسبقًا. قد يكون الحافز هو الدواء نفسه، أو الحافز البصري الذي اقترن في البداية بتناول الدواء، أو عامل ضغط مثل الصدمة الصوتية أو صدمة القدم. ومع ذلك، فإن الحافز المستخدم لتحفيز إعادة التعيين يمكن أن يؤثر على العمليات النفسية المعنية.

#### التصوير العصبي

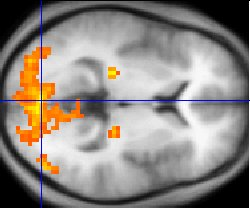
تصوير بالرنين المغناطيسي الوظيفي للجزء المستعرض يظهر المناطق النشطة باللون البرتقالي.

ساهم التصوير العصبي في تحديد المكونات العصبية المشاركة في إعادة الدواء وكذلك عوامل تحديد تناول الدواء مثل الحركية الدوائية والكيمياء العصبية وجرعة الدواء. تتضمن تقنيات التصوير العصبي المستخدمة في الرئيسيات غير البشرية التصوير المقطعي بالإصدار البوزيتروني (PET)، والذي يستخدم متتبعات الربيطة المشعة لقياس الكيمياء العصبية في الجسم الحي والتصوير المقطعي المحوسب بإصدار فوتون واحد (SPECT). يستخدم التصوير بالرنين المغناطيسي الوظيفي (fMRI) على نطاق واسع في البشر لأنه يتمتع بدقة أعلى بكثير ويزيل التعرض للإشعاع.

### القيود
على الرغم من أن بروتوكولات إعادة التعيين تُستخدم بشكل متكرر في الإعدادات المختبرية، إلا أن هناك بعض القيود على صحة الإجراءات كنموذج للشغف والانتكاس لدى البشر. العامل المحدد الأساسي هو أن الانتكاس لدى البشر نادراً ما يتبع الانقراض التام لسلوك البحث عن المخدرات. بالإضافة إلى ذلك، تظهر التقارير البشرية الذاتية أن المحفزات المرتبطة بالمخدرات تلعب دورًا أقل في الرغبة الشديدة لدى البشر مقارنة بالنماذج المختبرية. يمكن فحص صحة النموذج بثلاث طرق: التكافؤ الشكلي والنماذج الارتباطية والتكافؤ الوظيفي. هناك تكافؤ شكلي معتدل، أو صلاحية ظاهرية، مما يعني أن النموذج يشبه إلى حد ما الانتكاس كما يحدث خارج إطار المختبر؛ ومع ذلك، هناك القليل من الصلاحية الظاهرية للإجراءات كنموذج للشغف. لم تُحدّد مدى صلاحية التنبؤ التي جرى تقييمها من خلال النماذج الارتباطية، للإجراءات بعد. هناك تكافؤ وظيفي سليم للنموذج، مما يشير إلى أن الانتكاس في المختبر مشابه بشكل معقول للانتكاس في الطبيعة. إن إجراء المزيد من الأبحاث حول التلاعبات أو التعزيزات الأخرى التي يمكن أن تحد من تناول المخدرات في الرئيسيات غير البشرية سيكون مفيدًا للغاية لهذا المجال.

## الاختلافات بين الجنسين
يوجد معدل أعلى للانتكاس، وفترات أقصر للامتناع، واستجابة أعلى للإشارات المتعلقة بالمخدرات لدى النساء مقارنة بالرجال. تشير إحدى الدراسات إلى أن هرمونات المبيض، استراديول وبروجسترون، الموجودة لدى الإناث بمستويات متقلبة طوال الدورة الشهرية (أو الدورة الشبق في القوارض)، تلعب دورًا مهمًا في الانتكاس الناتج عن تناول الأدوية. هناك زيادة ملحوظة في مستويات هرمون البروجسترون وانخفاض في مستويات هرمون الاستراديول خلال المرحلة الأصفرية. القلق والانفعال والاكتئاب، وهي ثلاثة أعراض لكل من الانسحاب والدورة الشهرية البشرية، تكون أكثر شدة في المرحلة الأصفرية. كما أن أعراض الانسحاب غير المرتبطة بالدورة الشهرية، مثل الجوع، تتعزز أيضًا أثناء المرحلة الأصفرية، مما يشير إلى دور الاستراديول والبروجيستيرون في تعزيز الأعراض فوق المستوى الطبيعي للدورة الشهرية. وتزداد أعراض الرغبة الشديدة أيضًا أثناء المرحلة الأصفرية عند البشر (ومن المهم ملاحظة أن النتيجة المعاكسة تحدث عند الإناث المدمنات على الكوكايين مما يشير إلى أن التغيرات الدورية قد تكون خاصة بمواد إدمانية مختلفة). علاوة على ذلك، تنخفض الاستجابة للدواء أثناء المرحلة الأصفرية، مما يشير إلى وقت في الدورة حيث قد تقل الرغبة في الاستمرار في الاستخدام. تشير هذه النتائج إلى توقيت دوري يعتمد على الهرمونات للإقلاع عن مادة مسببة للإدمان والاستعداد لأعراض الانسحاب أو القابلية للانتكاس.